# André Maschinot
André Maschinot (Valdoie, 1903. június 28. – Colmar, 1963. március 10.) francia labdarúgócsatár.
A francia válogatott tagjaként részt vett az 1930-as világbajnokságon.